# Reeth, Fremington and Healaugh
Reeth, Fremington and Healaugh är en civil parish i Storbritannien.   Den ligger i grevskapet North Yorkshire och riksdelen England, i den centrala delen av landet, 300 km norr om huvudstaden London. Orten har 724 invånare (2011).